# 刘校妤
刘校妤（3月25日—），原名刘露，中国女配音演员，现居北京，曾在多部电视剧里为主要角色配音。音色清脆、纯洁、高雅，咬字清晰，塑造《少年四大名捕》楚离陌、《陆贞传奇》陆贞、《妻子的秘密》江百合、《美人无泪》海兰珠、《回家的诱惑》艾莉等经典影视女主角美丽的形象。

## 作品列表
※粗体字表示说明饰演的主要角色

## 电影
- 《爱丽丝梦游仙境》（美）—爱丽丝（米娅·华希科沃斯卡饰）
- 《超级女特工》（美）—艾嘉尔
- 《特种部队：眼镜蛇的崛起》（美）—冰雪女
- 《大明嫔妃系列》梅儿（关慧卿饰）
- 《穿越时空之来客》莫妮卡（罗曼雅饰）
- 《北方影院》辽宁卫视（部分）
- 《儿女传奇》内蒙古卫视（部分）
- 《活力影院》广东卫视（部分）
- 《时间之子》千晓

## 電視劇
- 2009年
  - 《一起来看流星雨》小渔（陈一娜 饰）
  - 《幸福一定强》潘晓诺（陈庭妮 饰）
  - 《男儿本色》周佩玲（金美晨 饰）

- 2010年
  - 《美人心计》薄巧慧（高洋 饰）、陈阿娇（贡米 饰）
  - 《大丫鬟》方心怡（张檬 饰）
  - 《佳期如梦》阮江西（路晨 饰）
  - 《天堂秀》袁斯朗（吴亚馨 饰）
  - 《传说》五仙女（王珂 饰）、三仙女（周想 饰）
  - 《烟雨斜阳》梁子涵（刘越 饰）
  - 《一起又看流星雨》于馨（彭杨 饰）、小渔（陈一娜 饰）

- 2011年
  - 《回家的诱惑》艾莉（李彩桦 饰）[2]
  - 《美人天下》彩蝶（高洋 饰）
  - 《穆桂英挂帅》海棠（赵一丹 饰）
  - 《又见白娘子》小青（戴君竹 饰）
  - 《西厢记》崔莺莺（周奇奇 饰）
  - 《密使》罗美慧（陈紫函 饰）
  - 《大捕房》金茹茹（肖雨雨 饰)

- 2012年
  - 《美人无泪》海兰珠（张檬 饰）[2]
  - 《楚汉争雄》虞姬（金晨 饰）
  - 《王的女人》花倾国（林园 饰）
  - 《乱世佳人》梅秋月（张馨心 饰）
  - 《妈祖》观音（林心如 饰）、桂花（吕晶晶 饰）
  - 《钟馗传说·除魔无情斩》金湘雪（王艳 饰）
  - 《摩登女婿》胡小雅（徐璐 饰）
  - 《童话二分之一》赵庭雨（张钧甯 饰）
  - 《蓝蝶之谜》蓝依婷（唐一菲 饰）
  - 《最后一枪》沈雪清（戴娇倩 饰）
  - 《刺青海娘》冯如烟（王子文 饰）
  - 《明珠游龙》张宝珠（杨净如 饰）
  - 《女婿难当》任盈盈（杨蓉 饰）
  - 《仙女湖之墨仙》小七（贡米 饰）
  - 《彼岸1945》蒋雯（阎娜 饰）
  - 《桃花劫》沈雁容（林韦君 饰）
  - 《另一种灿烂生活》哈妮（乔乔 饰）

- 2013年
  - 《笑傲江湖》岳靈珊（杨蓉 饰）
  - 《陆贞传奇》陆贞（赵丽颖 饰）[2]
  - 《紫钗奇缘》浣纱（柴碧云 饰）
  - 《追鱼传奇》唐心（曹馨月 饰）
  - 《画皮II》李静（颖儿 饰）
  - 《烽火佳人》黎雪梅（李净洋 饰）
  - 《战国小兵》纱曼（白百何 饰）
  - 《亲情保卫战》瑞真真（陈意涵 饰）
  - 《刑名师爷》夏凤仪（何琢言 饰）
  - 《狐仙》聶小倩（秋瓷炫 饰）
  - 《像火花像蝴蝶》旁白

- 2014年
  - 《古剑奇谭》芙蕖（迪丽热巴 饰）
  - 《武媚娘传奇》武如意/武媚娘（范冰冰 饰）[2]
  - 《宫锁连城》步青云（周放 饰）
  - 《妻子的秘密》江百合（赵丽颖 饰）[2]
  - 《火线英雄》汤燕（许奕 饰）
  - 《美人制造》东方青（毛林林 饰）
  - 《神雕侠侣》程英（赵韩樱子、童年：柴蔚 饰）

- 2015年
  - 《转身说爱你》贝贝（江语晨 饰）
  - 《极品新娘》唐豆豆（李沁 饰）
  - 《活色生香》乐颜（唐嫣 饰）
  - 《少年四大名捕》楚离陌（张钧甯 饰）
  - 《大汉情缘之云中歌》许平君（苏青 饰）
  - 《琅琊榜》秦般若（王鸥 饰）
  - 《班淑传奇》寇兰芝（李心艾 饰）
  - 《秦时明月》端木蓉（陈妍希 饰）
  - 《有效期限爱上你》（片花）戚小鱼（李沁 饰）
  - 《仙劍客棧》（网剧）韩菱纱 （李梦颖 饰）

- 2016年
  - 《女医·明妃传》谭允贤（刘诗诗 饰）
  - 《飞刀又见飞刀》水无伤（袁冰妍 饰）、薛采月（杨蓉 饰）
  - 《因为爱》蒋可心（海陆饰）
  - 《幻城》月照、月冷（彭杨 饰）
  - 《秀丽江山之长歌行》刘伯姬（白卉子 饰）
  - 《青云志》田灵儿（唐艺昕 饰）
  - 《锦绣未央》李长乐（李心艾 饰）
  - 《老九门》丫头（袁冰妍 饰）
  - 《半妖倾城》聂倾城（李一桐 饰）、应蝶（安以轩 饰）
  - 《美人为馅》辛佳（孙骁骁 饰）
  - 《校花的贴身高手》孙静怡（陈薇 饰）
- 2017年
  - 《大唐荣耀》沈珍珠（景甜 饰）
  - 《遇见爱情的利先生》刘欣桐（周冬雨 饰）
  - 《云巅之上》季晴（蒋梦婕 饰）
  - 《剃刀边缘》九儿（林源 饰）
  - 《择天记》徐有容（古力娜扎 饰）
  - 《思美人》鄭袖（刘芸 饰）
  - 《太极宗师之太极门》 陈如雨（袁冰妍 饰）
  - 《那刻的怦然心动》 聂倩云 （潘慧如 饰）
- 2018年
  - 《人生若如初相见》 秦桑 （孙怡 饰）
- 2020年
  - 《锦绣南歌》 沈驪歌 （李沁 饰）
- 2023年
  - 《安樂傳》 帝梓元/任安樂 （迪麗熱巴 饰）

## 动画
- - 《超神学院》——莫甘娜/凉冰
  - 《魁拔之十万火急》——镜心
  - 《魁拔之大战元泱界》——镜心
  - 《魁拔之战神崛起》——镜心、敖江
  - 《神秘世界历险记》——雨果
  - 《名侦探柯南：漆黑的追踪者》（日）——远山和叶
  - 《名侦探柯南：沉默的15分钟》（日）——圆谷光彦
  - 《杰米熊之魔幻马戏团》——小小熊、狐狸尤娜
  - 《杰米熊之神奇魔术》——小小熊、狐狸尤娜
  - 《阿特的奇幻之旅》——小雪
  - 《布布熊》——胡木斯
  - 《野生动物宝宝》——猫头鹰易易
  - 《星系宝贝》——火辣仔
  - 《龙斗台球》——姬思妮
  - 《沃土》（法）——雨果
  - 《洛克王国圣龙骑士》——小桃
  - 《洛克王国圣龙的心愿》——小桃
  - 《狐妖小红娘》涂山苏苏、涂山红红、古小貝
  - 《名侦探柯南》（日）——圓谷光彥
  - 《名偵探柯南：緋色的彈丸》（日）——圓谷光彥
  - 《兩不疑》——三王妃

## 廣播劇
- - 《重生之將門毒後》沈妙/沈娇娇
  - 《白日梦我》林语惊
  - 《小豆蔻》明檀

## 游戏

### 网络游戏
- 《神话》织女、小玲
- 《聊个斋·婴宁》
- 《笑傲江湖OL》岳灵珊
- 《TERA》艾琳
- 《天下3》怀光侯
- 《幻想神域》夏娃

### 单机游戏
- 《仙剑奇侠传四》韩菱纱
- 《仙剑奇侠传五前传》瑕
- 《仙剑奇侠传六》越祈
- 《轩辕剑陆》姬亭
- 《古剑奇谭》巽芳、瑾娘、姜离
- 《古剑奇谭DLC之彼岸浮灯篇》方沁儿
- 《古剑奇谭二》沈曦
- 《新剑侠传奇》耶律青
- 《仙剑奇侠传七》魁予

### 手机游戏
- 《新仙剑奇侠传》赵灵儿
- 《仙劍奇俠傳五前傳》瑕、穹堯
- 《奇迹暖暖》暖暖、白錦錦